# Michael Höfer
Michael Höfer (* 23. März 1986) ist ein Schweizer Skeletonsportler.
Michael Höfer lebt in Rapperswil-Jona. Er begann 2007 mit dem Skeletonsport und wurde zu Beginn von Cédric Tamani trainiert. Im November 2007 debütierte er in Igls im Skeleton-Europacup und wurde dort 39. von 54 Startern. Zwei Monate später konnte er in St. Moritz in seinem zweiten Europacup-Rennen als 18. seine Bestleistung mehr als verdoppeln. Bis zum Jahreswechsel 2009/10 kam Höfer regelmäßig im Europacup zum Einsatz und erreichte im Dezember 2008 und 2009 in Altenberg 14. Plätze als bisher beste Resultate in der Rennserie. Bei den Junioren-Weltmeisterschaften 2009 in Königssee belegte der Schweizer Platz 19. Im Januar 2010 konnte er als Neunter in St. Moritz erstmals unter die besten Zehn fahren. In Winterberg konnte er zu Beginn der Saison 2010/11 erstmals im Skeleton-Intercontinentalcup an den Start gehen und dort 20. werden. Bei den beiden folgenden Rennen in La Plagne wurde Höfer 16. Im Januar 2011 folgte in Winterberg auch das Debüt im Skeleton-Weltcup, bei dem er den 23. Platz erreichte. Es war zugleich die Skeleton-Europameisterschaft 2011, bei deren Wertung er 15. wurde. An seiner ersten Skeleton-Weltmeisterschaft in Lake Placid belegte er im Februar 2012 den 23. Platz. Im Dezember 2012 erreichte er in Winterberg den 14. Rang im Weltcup. Nach einer von Verletzungen geprägten Saison trat er im Januar 2014 vom Leistungssport zurück.